# Caiac canoe la Jocurile Olimpice de vară din 2024 - K-1 500 m feminin
Proba feminină de canoe K-1 500 de metri de la Jocurile Olimpice de vară din 2024 a avut loc în perioada 7-10 august 2024 pe Stadionul Nautic Olimpic Național din Île-de-France, aflat la aproximativ 30 de kilometri de Paris.

## Program
Orele sunt ora Franței (UTC+1) 
| Data                    | Timp        | Etapă                    |
| ----------------------- | ----------- | ------------------------ |
| Miercuri, 7 august 2024 | 9:30 13:30  | Serii Sferturi de finală |
| Sâmbătă, 10 august 2024 | 10:30 12:40 | Semifinale Finale        |

## Rezultate

### Serii

#### Seria 1
| Loc | Culoar | Canotoare       | Țară          | Timp    | Note |
| --- | ------ | --------------- | ------------- | ------- | ---- |
| 1   | 5      | Aimee Fisher    | Noua Zeelandă | 1:49,16 | CSE  |
| 2   | 6      | Brenda Rojas    | Argentina     | 1:52,68 | CSE  |
| 3   | 4      | Yoana Georgieva | Bulgaria      | 1:55,76 | CSF  |
| 4   | 8      | Ruth Vorsselman | Olanda        | 1:56,88 | CSF  |
| 5   | 7      | Enja Rößeling   | Germania      | 1:56,88 | CSF  |
| 6   | 2      | Hedda Øristland | Norvegia      | 1:58,05 | CSF  |
| 7   | 3      | Samaa Ahmed     | Egipt         | 2:18,52 | CSF  |

#### Seria 2
| Loc | Culoar | Canotoare           | Țară      | Timp    | Note |
| --- | ------ | ------------------- | --------- | ------- | ---- |
| 1   | 2      | Alida Dóra Gazsó    | Ungaria   | 1:50,78 | CSE  |
| 2   | 5      | Alyce Wood          | Australia | 1:51,39 | CSE  |
| 3   | 4      | Melina Andersson    | Suedia    | 1:51,84 | CSF  |
| 4   | 6      | Yin Mengdie         | China     | 1:52,29 | CSF  |
| 5   | 8      | Lize Broekx         | Belgia    | 1:52,32 | CSF  |
| 6   | 3      | Estefanía Fernández | Spania    | 1:54,74 | CSF  |
| 7   | 7      | Saman Soltani       | EOR       | 2:02,19 | CSF  |

#### Seria 3
| Loc | Culoar | Canotoare             | Țară    | Timp    | Note |
| --- | ------ | --------------------- | ------- | ------- | ---- |
| 1   | 2      | Wang Nan              | China   | 1:51,28 | CSE  |
| 2   | 4      | Hermien Peters        | Belgia  | 1:51,46 | CSE  |
| 3   | 8      | Dominika Putto        | Polonia | 1:52,49 | CSF  |
| 4   | 5      | Anamaria Govorčinović | Croația | 1:55,51 | CSF  |
| 5   | 6      | Manon Hostens         | Franța  | 1:57,13 | CSF  |
| 6   | 3      | Beatriz Briones       | Mexic   | 1:58,10 | CSF  |
| 7   | 7      | Raina Taitingfong     | Guam    | 2:29,66 | CSF  |

#### Seria 4
| Loc | Culoar | Canotoare         | Țară     | Timp    | Note |
| --- | ------ | ----------------- | -------- | ------- | ---- |
| 1   | 2      | Linnea Stensils   | Suedia   | 1:50,16 | CSE  |
| 2   | 5      | Milica Novaković  | Serbia   | 1:50,37 | CSE  |
| 3   | 4      | Anežka Paloudová  | Cehia    | 1:51,90 | CSF  |
| 4   | 3      | Mariya Povkh      | Ucraina  | 1:54,13 | CSF  |
| 5   | 6      | Ana Paula Vergutz | Brazilia | 1:54,98 | CSF  |
| 6   | 8      | Karina Alanís     | Mexic    | 1:56,30 | CSF  |
| 7   | 7      | Samalulu Clifton  | Samoa    | 2:01,12 | CSF  |

#### Seria 5
| Loc | Culoar | Canotoare         | Țară          | Timp    | Note |
| --- | ------ | ----------------- | ------------- | ------- | ---- |
| 1   | 2      | Lisa Carrington   | Noua Zeelandă | 1:48,51 | CSE  |
| 2   | 3      | Selma Konjin      | Olanda        | 1:49,28 | CSE  |
| 3   | 5      | Michelle Russell  | Canada        | 1:51,00 | CSF  |
| 4   | 7      | Begoña Lazkano    | Spania        | 1:55,54 | CSF  |
| 5   | 4      | Esti Olivier      | Africa de Sud | 1:55,98 | CSF  |
| 6   | 6      | Ekaterina Shubina | Uzbekistan    | 1:58,37 | CSF  |

#### Seria 6
| Loc | Culoar | Canotoare      | Țară          | Timp    | Note |
| --- | ------ | -------------- | ------------- | ------- | ---- |
| 1   | 5      | Emma Jørgensen | Danemarca     | 1:50,93 | CSE  |
| 3   | 6      | Teresa Portela | Portugalia    | 1:51,03 | CSF  |
| 4   | 2      | Riley Melanson | Canada        | 1:54,11 | CSF  |
| 5   | 3      | Stephenie Chen | Singapore     | 1:58,52 | CSF  |
| 6   | 7      | Tiffany Koch   | Africa de Sud | 2:02,76 | CSF  |

### Sferturi de finală

#### Sfert de finală 1
| Rank | Lane | Canoer                | Country    | Time    | Notes |
| ---- | ---- | --------------------- | ---------- | ------- | ----- |
| 1    | 3    | Lize Broekx           | Belgia     | 1:49,78 | CSE   |
| 2    | 4    | Michelle Russell      | Canada     | 1:49,78 | CSE   |
| 3    | 5    | Yoana Georgieva       | Bulgaria   | 1:51,74 | CSE   |
| 4    | 6    | Anamaria Govorčinović | Croația    | 1:52,92 | CSE   |
| 5    | 7    | Stephenie Chen        | Singapore  | 1:53,88 | CSE   |
| 6    | 8    | Ekaterina Shubina     | Uzbekistan | 1:54,63 |       |
| 7    | 2    | Hedda Øristland       | Norvegia   | 1:56,24 |       |
| 8    | 1    | Samalulu Clifton      | Samoa      | 1:59,64 |       |

#### Sfert de finală 2
| Rank | Lane | Canoer              | Country       | Time    | Notes |
| ---- | ---- | ------------------- | ------------- | ------- | ----- |
| 1    | 5    | Melina Andersson    | Suedia        | 1:49,21 | CSE   |
| 2    | 7    | Estefanía Fernández | Spania        | 1:51,24 | CSE   |
| 3    | 6    | Mariya Povkh        | Ucraina       | 1:52,09 | CSE   |
| 4    | 4    | Teresa Portela      | Portugalia    | 1:52,40 | CSE   |
| 5    | 3    | Manon Hostens       | Franța        | 1:52,82 | CSE   |
| 6    | 2    | Tiffany Koch        | Africa de Sud | 1:56,81 |       |
| 7    | 8    | Samaa Ahmed         | Egipt         | 2:14,39 |       |

#### Sfert de finală 3
| Rank | Lane | Canoer            | Country  | Time     | Notes |
| ---- | ---- | ----------------- | -------- | -------- | ----- |
| 1    | 4    | Domniika Putto    | Polonia  | 1:49,268 | CSE   |
| 2    | 5    | Ruth Vorsselman   | Olanda   | 1:52,35  | CSE   |
| 3    | 2    | Beatriz Briones   | Mexic    | 1:53,05  | CSE   |
| 4    | 3    | Begoña Lazkano    | Spania   | 1:53,83  | CSE   |
| 5    | 6    | Ana Paula Vergutz | Brazilia | 1:56,09  | CSE   |
| 6    | 7    | Saman Soltani     | EOR      | 2:01,43  |       |

#### Sfert de finală 4
| Rank | Lane | Canoer            | Country       | Time    | Notes |
| ---- | ---- | ----------------- | ------------- | ------- | ----- |
| 1    | 4    | Anežka Paloudová  | Cehia         | 1:49,43 | CSE   |
| 2    | 5    | Yin Mengdie       | China         | 1:49,74 | CSE   |
| 3    | 3    | Riley Melanson    | Canada        | 1:50,16 | CSE   |
| 4    | 6    | Enja Rößeling     | Germania      | 1:52,74 | CSE   |
| 5    | 7    | Karina Alanís     | Mexic         | 1:52,86 | CSE   |
| 6    | 2    | Esti Olivier      | Africa de Sud | 1:53,21 |       |
| 7    | 1    | Raina Taitingfong | Guam          | 2:27,03 |       |

### Semifinale

#### Semifinala 1
| Loc | Culoar | Canotoare           | Țară          | Timp    | Note |
| --- | ------ | ------------------- | ------------- | ------- | ---- |
| 1   | 5      | Aimee Fisher        | Noua Zeelandă | 1:49,54 | FA   |
| 2   | 4      | Wang Nan            | China         | 1:50,96 | FA   |
| 3   | 3      | Alyce Wood          | Australia     | 1:51,99 | FB   |
| 4   | 6      | Lize Broekx         | Belgia        | 1:52,84 | FB   |
| 5   | 7      | Beatriz Briones     | Mexic         | 1:53,86 | FC   |
| 6   | 8      | Stephenie Chen      | Singapore     | 1:55,15 | FC   |
| 7   | 2      | Estefanía Fernández | Spania        | 1:56,20 |      |
| 8   | 1      | Enja Rößeling       | Germania      | 1:57,22 |      |

#### Semifinala 2
| Loc | Culoar | Canotoare             | Țară          | Timp    | Note |
| --- | ------ | --------------------- | ------------- | ------- | ---- |
| 1   | 5      | Lisa Carrington       | Noua Zeelandă | 1:48,10 | FA   |
| 2   | 3      | Emma Jørgensen        | Danemarca     | 1:49,59 | FA   |
| 3   | 4      | Milica Novaković      | Serbia        | 1:50,41 | FB   |
| 4   | 6      | Melina Andersson      | Suedia        | 1:50,79 | FB   |
| 5   | 8      | Manon Hostens         | Franța        | 1:51,36 | FC   |
| 6   | 7      | Riley Melanson        | Canada        | 1:52,99 | FC   |
| 7   | 1      | Anamaria Govorčinović | Croația       | 1:53,13 |      |
| 8   | 2      | Ruth Vorsselman       | Olanda        | 1:54,91 |      |

#### Semifinala 3
| Loc | Culoar | Canotoare         | Țară       | Timp    | Note |
| --- | ------ | ----------------- | ---------- | ------- | ---- |
| 1   | 5      | Alida Dóra Gazsó  | Ungaria    | 1:49,76 | FA   |
| 2   | 3      | Hermien Peters    | Belgia     | 1:49,87 | FA   |
| 3   | 1      | Teresa Portela    | Portugalia | 1:50,28 | FB   |
| 4   | 2      | Yin Mengdie       | China      | 1:50,52 | FB   |
| 5   | 6      | Domniika Putto    | Polonia    | 1:51,43 | FC   |
| 6   | 4      | Brenda Rojas      | Argentina  | 1:53,35 | FC   |
| 7   | 7      | Yoana Georgieva   | Bulgaria   | 1:54,02 |      |
| 8   | 8      | Ana Paula Vergutz | Brazilia   | 1:54,19 |      |

#### Semifinala 4
| Loc | Culoar | Canotoare        | Țară    | Timp    | Note |
| --- | ------ | ---------------- | ------- | ------- | ---- |
| 1   | 4      | Tamara Csipes    | Ungaria | 1:48,72 | FA   |
| 2   | 2      | Michelle Russell | Canada  | 1:54,28 | FA   |
| 3   | 5      | Linnea Stensils  | Suedia  | 1:50,75 | FB   |
| 4   | 6      | Anežka Paloudová | Cehia   | 1:51,47 | FB   |
| 5   | 3      | Selma Konijn     | Olanda  | 1:52,50 | FC   |
| 6   | 7      | Mariya Povkh     | Ucraina | 1:52,51 | FC   |
| 7   | 1      | Begoña Lazkano   | Spania  | 1:52,87 |      |
| 8   | 8      | Karina Alanís    | Mexic   | 1:53,83 |      |

### Finale

#### Finala C
| Loc | Culoar | Canotoare       | Țară      | Timp    | Note |
| --- | ------ | --------------- | --------- | ------- | ---- |
| 1   | 3      | Selma Konijn    | Olanda    | 1:50,56 |      |
| 2   | 4      | Domniika Putto  | Polonia   | 1:52,85 |      |
| 3   | 6      | Manon Hostens   | Franța    | 1:53,10 |      |
| 4   | 1      | Brenda Rojas    | Argentina | 1:53,88 |      |
| 5   | 5      | Beatriz Briones | Mexic     | 1:54,53 |      |
| 6   | 7      | Riley Melanson  | Canada    | 1:56,36 |      |
| 7   | 2      | Stephenie Chen  | Singapore | 1:56,55 |      |
| 8   | 8      | Mariya Povkh    | Ucraina   | 2:00,94 |      |

#### Finala B
| Loc | Culoar | Canotoare        | Țară       | Timp    | Note |
| --- | ------ | ---------------- | ---------- | ------- | ---- |
| 1   | 6      | Milica Novaković | Serbia     | 1:51,55 |      |
| 2   | 4      | Teresa Portela   | Portugalia | 1:52,38 |      |
| 3   | 3      | Linnea Stensils  | Suedia     | 1:52,59 |      |
| 4   | 7      | Melina Andersson | Suedia     | 1:52,65 |      |
| 5   | 1      | Yin Mengdie      | China      | 1:53,25 |      |
| 6   | 2      | Lize Broekx      | Belgia     | 1:53,67 |      |
| 7   | 8      | Anežka Paloudová | Cehia      | 1:54,31 |      |
| 8   | 5      | Alyce Wood       | Australia  | 1:55,04 |      |

#### Finala A
| Loc | Culoar | Canotoare        | Țară          | Timp    | Note |
| --- | ------ | ---------------- | ------------- | ------- | ---- |
| 1   | 6      | Lisa Carrington  | Noua Zeelandă | 1:47,36 |      |
| 2   | 3      | Tamara Csipes    | Ungaria       | 1:48,44 |      |
| 3   | 7      | Emma Jørgensen   | Danemarca     | 1:49,76 |      |
| 4   | 5      | Aimee Fisher     | Noua Zeelandă | 1:49,91 |      |
| 5   | 2      | Wang Nan         | China         | 1:50,89 |      |
| 6   | 4      | Alida Dóra Gazsó | Ungaria       | 1:51,19 |      |
| 7   | 1      | Hermien Peters   | Belgia        | 1:52,26 |      |
| 8   | 8      | Michelle Russell | Canada        | 1:53,83 |      |